# فقد الإرجاز
فقد الإرجاز أو فقد هزة الجماع (بالإنجليزية: Anorgasmia)‏ هو نوع من العجز الجنسي، حيث يكون الشخص غير قادر على تحقيق هزة الجماع على الرغم من وجود التحفيز الكافي. في الذكور، يكون فقد الإرجاز أكثر ارتباطا بتأخر القذف. وغالبا ما يتسبب فقد الإرجاز في الإحباط الجنسي. يُعتبر فقد الإرجاز أكثر شيوعا في الإناث (4.7 في المئة) عن الذكور، ونادر الحدوث بشكل خاص في الرجال الأصغر سنا. والمشكلة أكبر في النساء اللواتي يعانين من انقطاع الطمث.

## الأسباب
تُصنَّف هذه الحالة أحيانًا على أنها اضطراب نفسي. إلا أنها قد تنجم عن مشاكل طبية مثل اعتلال الأعصاب السكري والتصلب المتعدد وتشويه الأعضاء الجنسية لكل من الجنسين، ومضاعفات تلي جراحة الأعضاء التناسلية ورضوض الحوض (مثل الإصابة الفرشخية بسبب السقوط على قضيب سياج أو دراجة هوائية أو عارضة جمباز)، واختلال التوازن الهرموني واستئصال كامل الرحم وإصابة النخاع الشوكي ومتلازمة ذيل الفرس وانصمام الرحم ورضح الولادة (تمزق المهبل عند استخدام الملقط أو المضخة الماصة أو بضعٌ كبير أو غير مُغلَق للفرج).

### الأدوية المسببة
يعدّ استخدام مضادات الاكتئاب، وخاصة مثبطات استرداد السيروتونين الانتقائية، من الأسباب الشائعة لفقد هزة الجماع، لدى كل من الرجال والنساء. على الرغم من أن الإبلاغ عن فقدان هزة الجماع على أنه أثرٌ جانبي لمثبطات استرداد السيروتونين الانتقائية ليس مُحددًا بإحكام، إلا أن الدراسات لاحظت تأثر 17-41% من مستخدمي هذه الأدوية ببعض أشكال الخلل الوظيفي الجنسي.
ومن الأسباب الأخرى لفقدان هزة الجماع إدمان المواد الأفيونية، وخاصة الهيروين.

### فقد الإرجاز الأولي
فقد الإرجاز الأولي هي حالة لا يصل فيها المرء إلى هزة الجماع مطلقًا. تشيع أكثر عند النساء، على الرغم من أنه يمكن أن يحدث عند الرجال الذين يغيب عندهم منعكس العضلة البصلية الإسفنجية. يمكن للنساء المصابات بهذه الحالة أحيانًا الوصول لمستوٍ منخفض نسبيًا من الإثارة الجنسية. قد يشعر المرء بالإحباط والضجر وألم أو الإحساس بثقلٍ في الحوض بسبب احتقان الأوعية الدموية. بين حينٍ وآخر، قد لا يكون هناك سبب ظاهر لعدم الوصول إلى هزة الجماع. تروي النساء في مثل هذه الحالات أنهن غير قادرات على الوصول إلى هزة الجماع حتى لو كان الشريك لطيفًا وماهرًا، وحصلا على وقت وخصوصية كافيين وغياب الأسباب الطبية التي قد تؤثر على الإشباع الجنسي.
أفادت نحو 15% من النساء أنهن يعانين من بعض الصعوبة في الوصول إلى هزة الجماع، و10% تقريبًا من نساء الولايات المتحدة لا يبلغن الذروة. وفقط 29% من النساء يحصلن على هزة الجماع دائمًا مع شركائهن.
يعتقد بعض المُنظّرين الاجتماعيين أن عجز الوصول إلى هزة الجماع قد يكون مرتبطًا بالإدراكات الحسية النفسية الاجتماعية المتبقية التي تشتهيها الأنثى جنسيًا وهي خاطئة بطريقة أو بأخرى، والتي تبزغ من العمر الذي تخضع فيه للكبت المتشدد. تقول الفكرة أنه يمكن للرأي السابق أن يعيق النساء -وربما يزداد الأمر سوءًا في المجتمعات المتشددة أكثر- من تجربة شعورٍ جنسي طبيعي وصحي.

### فقد الإرجاز الثانوي
فقد الإرجاز الثانوي هو فقدان القدرة على الوصول لهزة الجماع (على عكس فقد الإرجاز الأولي الذي يشير إلى الشخص الذي لم يصل لهزة الجماع من قبل قطَّ). أو فقدان القدرة على الوصول لحدة هزات الجماع السابقة.
من الأسباب المحتملة لفقد الإرجاز الثانوي إدمان الكحول والاكتئاب والشعور بالحزن وجراحة الحوض (مثل استئصال الرحم كاملًا) أو الإصابات، وأدوية معينة والخوف من الموت والتوعك ونقص الإستروجين المرتبط بانقطاع الطمث أو استئصال البروستاتا بالإكراه.
يعاني 50% من الرجال الذين خضعوا لاستئصال البروستاتا والأعضاء المحيطة بالبروستاتا لفقد الإرجاز الثانوي؛ و80% من الذين خضعوا لاستئصال البروستاتا الشامل. ما يسبب ذلك عمومًا هو الضرر اللاحق بالأعصاب الأساسية المعصبة للمنطقة القضيبية، التي تمر بالقرب من غدة البروستاتا. كثيرًا ما يسبب استئصال البروستاتا إلى أضرار أو حتى استئصال كامل لهذه الأعصاب وبالتالي صعوبة الاستجابة الجنسية بصورةٍ غير مقبولة. يُتوقع للذكور الشباب الذين خضعوا لاستئصال البروستاتا الشامل أن يعيشوا أكثر من 10 سنوات. في الأعمار المتقدمة، تكون البروستاتا أقل احتمالًا للنمو خلال العمر المتبقي للفرد.

### فقد الإرجاز الوضعي
يحدث فقد الإرجاز الوضعي لدى الأفراد الذين يصلون لهزة الجماع في بعض الوضعيات قد لا يصلون إليها بوضعيات أخرى. والفرد الذي يصل للهزة بنمطٍ معين من الإثارة دون آخر، ومع شريك معين دون سواه، أو فقط ضمن حالات محددة أو نوع محدد أو مدة من المداعبة. تندرج هذه الاختلافات الشائعة ضمن نطاق التعبير الجنسي الطبيعي ويجب عدم اعتبارها معضلة.
يجب تشجيع من يواجه مشكلة فقد الإرجاز الوضعي على الاستكشاف بمفرده ومع شريكه تلك العوامل التي قد تؤثر على وصولهم لهزة الجماع، مثل التعب والهموم العاطفية والشعور بالضغط لممارسة الجنس حين لا يرغبون، أو وجود خلل وظيفي جنسي لدى الشريك. يوصي بعض المعالجين الجنسيين في الحالات الشائعة نسبيًا من فقد الإرجاز الوضعي لدى الإناث خلال الجماع القضيبي المهبلي، أن يدمج الزوجين الإثارة اليدوية أو باستخدام الهزاز أثناء الجماع، أو اللجوء لوضعية (الأنثى تعتلي الرجل) لأنه قد تزيد من تحفيز البظر عند ملامسته القضيب أو الارتفاق العاني أو كلاهما، ما يسمح للمرأة بالحركة بصورةٍ أفضل.

## التشخيص
يعتمد العلاج الفعال لفقد الإرجاز على السبب. يُستحسَن في حالة النساء اللواتي يعانين من صدمة نفسية جنسية أو كبت جنسي، طلب الاستشارة النفسية الجنسية التي يمكن الحصول عليها من قبل الطبيب العام.
يجب فحص النساء اللواتي يعانين من فقد الإرجاز دون وجود سبب نفسي واضح من قبل طبيب عام للتأكد من غياب مرض ما. ويجب أن تُجرى فحوصات الدم (تعداد كامل للدم ووظائف الكبد والأستراديول والتستسرون الكلي والغلوبولين الرابط للهرمونات الجنسية SHBG والهرمون الملوتن/الهرمون المنبه للجريب LH/FSH والبرولاكتين ووظائف الغدة الدرقية والشحوم وسكر الدم الصيامي) للتأكد من الحالات الأخرى مثل السكري أو تأخر الإباضة أو نقص وظائف الغدة الدرقية أو عدم التوازن الهرموني. شُرِحتَ العتبات الطبيعية لهذه الاختبارات والتوقيت في دورة الحيض للمرأة في دراسة أجراها بيرمان وآخرون، 2005.
سيحتجن بعد ذلك مراجعة اختصاصي في الطب الجنسي. سيدقق المتخصص في نتائج دم المريض للمستويات الهرمونية ووظيفة الغدة الدرقية والسكري، وتقييم تدفق الدم الأعضاء التناسليين والإحساس التناسلي، وكذلك القيام بإجراءات التشخيص العصبي لتحديد درجة تضرر أي عصب.
اقتُرِحَ في الآونة الأخيرة إضافة نوع فرعي من اضطراب الإرجاز النسائي FOD، يسمى انخفاض حدة النشوة الجنسية، وتجري تجارب ميدانية لتقييم مدى ملاءمة هذا الاقتراح.

## العلاج
تمامًا كما هو الحال مع العنانة لدى الرجال، يمكن علاج نقص الوظيفة الجنسية عند النساء باستخدام لصاقات أو أقراص هرمونية لتصحيح اختلال التوازن الهرموني وأجهزة مضخة البظر المُفرغَة والأدوية لتحسين تدفق الدم والإحساس والتهيج الجنسي.
يعالج العديد من الأطباء اليوم كلا من الرجال والنساء الذين يعانون من فقد الإرجاز الناجم عن مثبطات استرداد السيروتونين الانتقائية باستخدام دواء سيلدينافيل، المعروف أكثر باسم الفياغرا. بينما من المعروف أن هذا النهج يعمل بشكل جيد مع الرجال الذين يعانون من خلل وظيفي جنسي، إلا أن فعالية السيلدينافيل في النساء اللواتي يعانين من ضعف جنسي لم تظهر إلا مؤخرًا. أظهرت دراسة حديثة أجراها إتش.جي نورنبرغ وآخرون، شفاءً كاملاً أو جسيمًا جدًا لاختلالهن الجنسي عند تناول السيلدينافيل قبل ساعة واحدة من النشاط الجنسي. في هذه الدراسة، احتاجت ثماني نساء من أصل تسع نساء إلى 50 ملغ من السيلدينافيل بينما احتاجت المرأة التاسعة 100 ملغ من السيلدينافيل.
الخيار الآخر للنساء اللواتي يعانين من فقدان الإرجاز الناجم عن مثبطات استرداد السيروتونين الانتقائية هو استخدام دواء فاردينافيل. فاردينافيل هو مثبط من النمط 5 فوسفودايستراز (PDE5) الذي يسهل استرخاء العضلات ويحسن انتصاب القضيب عند الرجال. ومع ذلك، هناك الكثير من الجدل حول كفاءة الدواء المستخدم في علاج العجز الجنسي لدى الإناث. يشبه عقار فاردينافيل للسيلدينافيل، لكن فاردينافيل أقل تكلفة ويمكن تغطيته بموجب بعض خطط التأمين. أظهرت دراسة من قبل الطبيب إيه. كي أشتون، أنه في حالة امرأة معينة، فإن تأثيرات فاردينافيل على عكس السيلدينافيل لم تكن قابلة للمقارنة فقط في الفعالية، ولكن فاردينافيل أرخص أيضًا، وأن علاج الخلل الوظيفي الجنسي يتطلب جرعة أقل. جرت الموافقة حتى الآن على علاج الحالة من قبل إدارة الغذاء والدواء لدى الرجال فقط.
تنص معاهد الصحة الوطنية الأمريكية على أن مركب هيدروكلوريد اليوهمبين، أظهر فعالية محتملة في الدراسات البشرية لعلاج الضعف الجنسي عند الذكور الناتج عن ضعف الانتصاب أو استخدام مثبطات استرداد السيروتونين الانتقائية (على سبيل المثال، فقد الإرجاز). وقد أظهرت التقارير المنشورة فعاليته في علاج ضعف هزة الجماع لدى الرجال.
عُثِرَ على مركب الكابرجولين، وهو ناهض لمستقبلات الدوبامين D₂ التي تمنع إنتاج البرولاكتين، في دراسة صغيرة لاستعادة الوصول لهزة الجماع بشكل كامل لدى ثلث المرضى الذين يعانون من فقدان الإرجاز، واستعادة النشوة جزئيًا في ثلث آخر. أظهرت بيانات محدودة أن عقار أمانتادين قد يساعد في تخفيف خلل الوظيفة الجنسية الناجمة عن مثبطات استرداد السيروتونين الانتقائية. استُخدِمَ كل من سيبروهيبتادين وبوسبيرون والمنشطات مثل الأمفيتامينات (بما في ذلك البوبروبيون المضاد للاكتئاب) ونيفازودون ويوهمبين لعلاج فقد الإرجاز الناجم عن مثبطات استرداد السيروتونين الانتقائية. قد يؤدي تقليل جرعة مثبطات استرداد السيروتونين الانتقائية أيضًا إلى حل مشاكل هزة الجماع.